# رودار فيلينيه
نادي رودار فيلينيه لكرة القدم (Nogometni klub Rudar Velenje) هو نادي كرة قدم سلوفيني، تأسس سنة 1948.